# إلياس شاعر
إلياس إميليان شاعر (مواليد 30 أكتوبر 1997) هو لاعب كرة قدم مغربي محترف، يشغل مركز وسط مهاجم لنادي كوينز بارك رينجرز والمنتخب المغربي.

## حياته المُبكّرة
وُلد في أنتويرب في بلجيكا من أب مغربي وأم بولندية. 

## مسيرته

### مع الأندية
بدأ إلياس في نظام الشباب في نادي ليرس.  كما أمضى بعض الوقت في أكاديمية كلوب بروج، وكذلك أكاديمية JMG في بلجيكا.  ظهر إلياس لأول مرة مع ليرس في سن 17 عامًا، حيث لعب في الدرجة الثانية البلجيكي، عندما جاء كبديل في الدقيقة 76 في تعادل ليرس 1–1 خارج ملعبه في كوكسيدي في 9 أغسطس 2015.   بدأ بعد ذلك مباراته الأولى بعد شهر، في 9 سبتمبر 2015، ولعب 90 دقيقة كاملة أمام سيركل بروج.  

#### كوينز بارك رينجرز
انضمّ إلياس إلى كوينز بارك رينجرز في يناير 2017.  خلال الفترة التجريبية، سجل في مباراة ودية ضد نادي بورنموث.  وقع لاحقًا مع كوينز بارك على أساس دائم في 31 يناير 2017.  تمت إضافة إلياس إلى فريق تطوير النخبة بالنادي وقضى ما تبقى من موسم 2016-2017 يلعب للفريق أقل من 23 سنة التابع للنادي. 
بعدما لفت انتباه مدرب كوينز بارك إيان هالواي في التدريبات، تم اختيار إلياس كبديل في مباراة الدور الأول كأس رابطة الأندية الإنجليزية المحترفة ضد نورثهامبتون تاون في لوفتوس رود في 8 أغسطس 2017.  حل محل لوك فريمان في الدقيقة 63 من المباراة ليشارك مع الفريق الأول.   ظهر إلياس لأول مرة في كوينز بارك أمام بريستون نورث إند في ديبديل في 2 ديسمبر 2017.  وقّع على تمديد عقده مع النادي لمدة عامين في 9 فبراير 2018، مع إبقائه في النادي حتى صيف عام 2020.  سجل هدفه الأول للنادي خلال المباراة الأخيرة التي خاضها فريق كوينز بارك رينجرز على أرضه في موسم 2017-18 في 28 أبريل 2018، حيث سجل كرة في القائم البعيد حيث قلب فريق كوينز بارك رينجرز تأخره بهدف واحد ليفوز 3-1 على برمنغهام سيتي.  قدّم الشاعر سبع مباريات مع الفريق الأول خلال الموسم، وسجل مرة واحدة. 
بعد أن شارك في ثماني مباريات مع كوينز بارك رينجرز خلال النصف الأول من موسم 2018-19، انضم إلياس إلى نادي ستيفيناغ بوروه في الدوري الإنجليزي الدرجة الثانية بصفقة إعارة للفترة المتبقية من الموسم في 31 يناير 2019.   ظهر لأول مرة مع ستيفناغ في فوز النادي 1-0 على يوفيل تاون في ملعب طريق برودهول في 2 فبراير 2019، حيث لعب المباراة كاملة.  سجل إلياس أهدافه الأولى لستيفيناغ من خلال تسجيل هدفين في وقت متأخر في المباراة التي انتهت بالتعادل 2-2 أمام لينكولن سيتي متصدر الدوري في 16 فبراير 2019.  بعد شهر، في 12 مارس 2019، سجّل من في فوز ستيفيناغ 2-0 على أرضه ضد سويندون تاون.  تم ترشيح إلياس لجائزة أفضل لاعب في دوري الدرجة الثانية لشهر مارس 2019 بعد أن ساهم بأربعة أهداف وأربع تمريرات حاسمة خلال الشهر.  لعب 16 مباراة خلال اتفاقية الإعارة، وسجل ستة أهداف وصنع ستة أهداف.  وصفه دينو مامريا، مدرب ستيفيناغ، بأنه «أفضل لاعب ارتدى قميص ستيفناغ على الإطلاق»، وكذلك أفضل لاعب لعب في دوري الدرجة الثانية على الإطلاق. 
عند عودته إلى كوينز بارك، وقع عقدًا جديدًا لمدة ثلاث سنوات مع النادي في سبتمبر 2019.  تحت قيادة المدرب الجديد مارك واربورتون، أصبح إلياس لاعباً أساسياً في كوينز بارك في بداية موسم 2019-20.
في 29 يناير 2021، وقّع إلياس عقدًا جديدًا مدته أربع سنوات ونصف من شأنه أن يظل في النادي حتى عام 2025، مع وجود خيار للنادي لتمديد هذا العقد لمدة عام آخر. 

### مع المنتخب
وُلد إلياس في بلجيكا، وهو من أصل مغربي. تم استدعاؤه إلى تشكيلة المنتخب المغربي تحت 20 سنة لمعسكر تدريبي لمدة أسبوع في الرباط في يونيو 2017.  مثل المنتخب المغربي تحت 23 عامًا في مباراة ودية أمام المنتخب السنغالي تحت 23 عامًا في 23 مارس 2018. 
ظهر لأول مرة مع المنتخب المغربي الأول في مباراة ودية مع المنتخب الغاني في 9 يونيو 2021. 

## إحصائيات

### النادي
| النادي            | الموسم  | الدوري                          | الدوري    | الدوري  | الكأس الوطني | الكأس الوطني | كأس الدوري | كأس الدوري | أخرى      | أخرى    | المجموع   | المجموع |
| النادي            | الموسم  | الدرجة                          | المُشاركات | الأهداف | المُشاركات    | الأهداف      | المُشاركات  | الأهداف    | المُشاركات | الأهداف | المُشاركات | الأهداف |
| ----------------- | ------- | ------------------------------- | --------- | ------- | ------------ | ------------ | ---------- | ---------- | --------- | ------- | --------- | ------- |
| ليرس              | 2015–16 | الدوري البلجيكي الدرجة الثانية  | 2         | 0       | 0            | 0            | 0          | 0          | 0         | 0       | 2         | 0       |
| ليرس              | 2016–17 | الدوري البلجيكي الدرجة الأولى ب | 0         | 0       | 0            | 0            | 0          | 0          | 0         | 0       | 0         | 0       |
| ليرس              | المجموع | المجموع                         | 2         | 0       | 0            | 0            | 0          | 0          | 0         | 0       | 2         | 0       |
| كوينز بارك رينجرز | 2017–18 | البطولة                         | 4         | 1       | 1            | 0            | 2          | 0          | 0         | 0       | 7         | 1       |
| كوينز بارك رينجرز | 2018–19 | البطولة                         | 4         | 0       | 2            | 0            | 2          | 0          | 0         | 0       | 8         | 0       |
| كوينز بارك رينجرز | 2019-20 | البطولة                         | 41        | 4       | 2            | 0            | 2          | 1          | 0         | 0       | 45        | 5       |
| كوينز بارك رينجرز | 2020–21 | البطولة                         | 45        | 8       | 1            | 0            | 1          | 0          | 0         | 0       | 47        | 8       |
| كوينز بارك رينجرز | المجموع | المجموع                         | 94        | 13      | 6            | 0            | 7          | 1          | 0         | 0       | 107       | 14      |
| ستيفيناغ (إعارة)  | 2018–19 | دوري الدرجة الثانية             | 16        | 6       | -            | -            | -          | -          | 0         | 0       | 16        | 6       |
| المجموع           | المجموع | المجموع                         | 112       | 19      | 6            | 0            | 7          | 1          | 0         | 0       | 125       | 20      |

## روابط خارجية
- إلياس شاعر على موقع قاعدة بيانات كرة القدم.إي يو (الإنجليزية)
- إلياس شاعر على موقع ليكيب (الفرنسية)
- إلياس شاعر على موقع ناشيونال فوتبول تيمز (الإنجليزية)
- إلياس شاعر على موقع Soccerbase.com (لاعب) (الإنجليزية)
- إلياس شاعر على موقع Soccerway.com (الإنجليزية)
- إلياس شاعر على موقع عالم كرة القدم.نت (الإنجليزية)